# یاندشت بالا
یاندشت بالا، روستایی است از توابع بخش کوهستان شهرستان تنکابن در استان مازندران ایران.

## جمعیت
این روستا در دهستان سه‌هزار قرار دارد و براساس سرشماری مرکز آمار ایران در سال ۱۳۸۵، جمعیت آن ۱۳۹ نفر (۳۶خانوار) بوده‌است.